# Ржепорие
Ржепорие (чеш. Řeporyje) — муниципальный и кадастровый район на западе Праги, столице Чехии. Входит в административный округ Прага 13. С 1974 года является частью Праги «Прага-Ржепорие». Площадь района 9,87 км². Население 3727 человек (2011).

## История

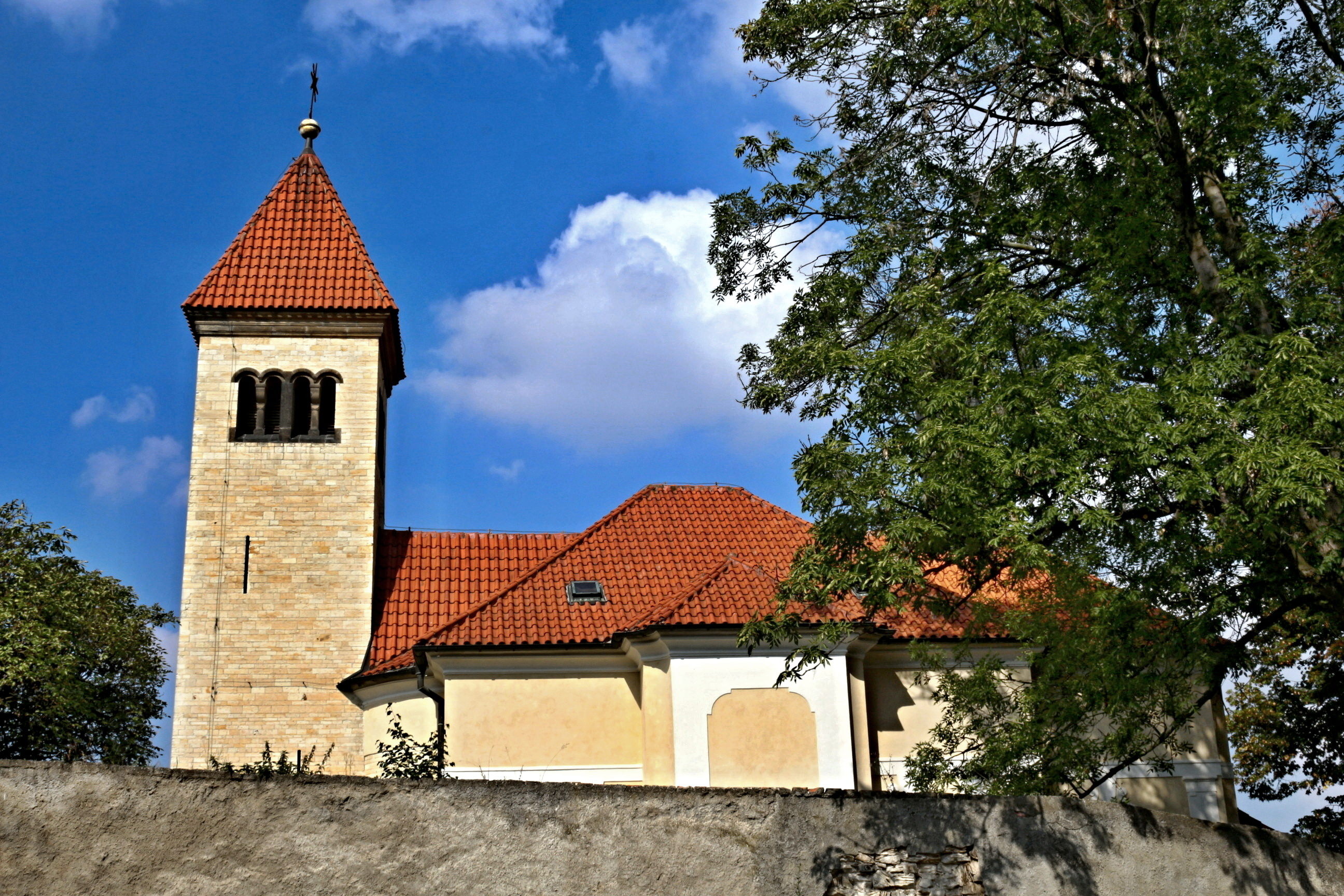
Костёл Петра и Павла в Ржепорие

6 мая 1945 года в Ржепорие пришла 1-я пехотная дивизия РОА (ком. С. К. Буняченко). Вечером 6 мая здесь остановился на ночлег командующий РОА генерал А. А. Власов. Власов и Буняченко приняли решение атаковать центр Праги, что сыграло важную и позитивную роль в Пражском восстании.
Памятник бойцам Русской освободительной армии
В 2019 году историк и депутат от Гражданской демократической партии Павел Жачек выступил с инициативой установки в Ржепорие памятника бойцам Русской освободительной армии (РОА, «власовцы»). Глава (староста) района от Гражданской демократической партии, журналист Павел Новотны (Pavel Novotný) вынес инициативу на рассмотрение муниципального совета. 10 декабря 2019 года муниципальный совет единогласно одобрил эту инициативу.

## Спорт
В 1921 году был основан футбольный клуб  FK Řeporyje. Официально клуб был учреждён и зарегистрирован как Sparta Řeporyje в сентябре 1928 года. В 1965—1968 гг. был построен современный стадион. В 1996—1997 гг. стадион был реконструирован.

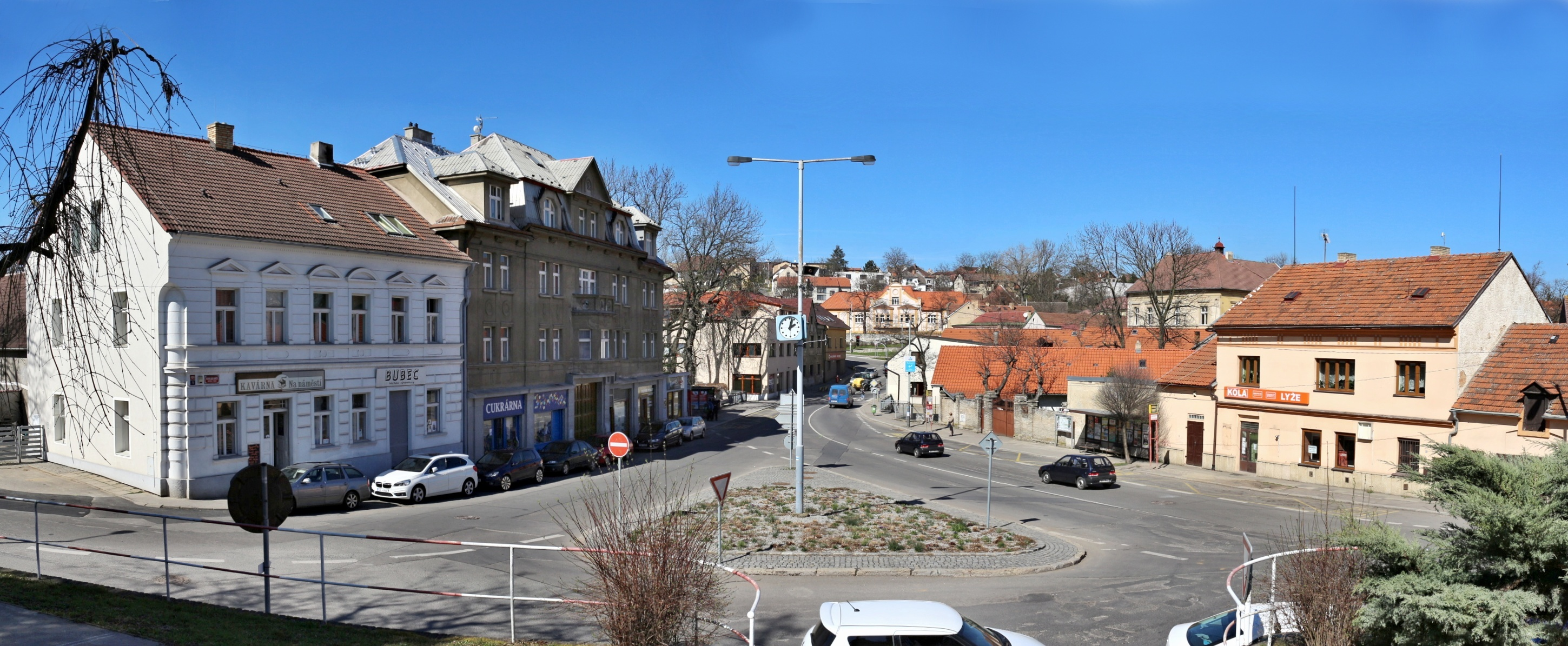
Панорама Ржепорийской площади

### Комментарии
1. ↑  До пленения имел звание полковника РККА, в КОНР получил звание генерал-майора.
2. ↑  Военными действиями на стороне союзников в последние дни войны комндование РОА надеялось облегчить интернирование армии на территории, занятой армией США

### Сноски
1. ↑  https://www.cuzk.cz/Dokument.aspx?AKCE=META:SESTAVA:MDR002_XSLT:WEBCUZK_ID:745251
2. ↑  Český statistický úřad Výsledky sčítání 2021 – otevřená data (чеш.)
3. 1 2 3 4  Вагнер, Александра. «Они бросили вызов Сталину». Глава Ржепорые – о письме Путину про власовцев. Радио «Свобода» (28 ноября 2019). Дата обращения: 12 декабря 2019. Архивировано 4 декабря 2019 года.
4. 1 2 3  Лорета Вашкова, Эва Туречкова. Памятник бойцам РОА в Праге: шквал эмоций. Радио Прага (26 ноября 2019). Дата обращения: 12 декабря 2019. Архивировано 27 января 2022 года.
5. ↑  Посольство России напомнило Чехии, кем были власовцы. РИА Новости (26 ноября 2019). Дата обращения: 12 декабря 2019. Архивировано 12 декабря 2019 года.
6. ↑  Horák, David. Starosta Řeporyjí Pavel Novotný staví pomník vlasovcům. Komunisté ať se třeba pominou, krčí rameny (чеш.). FORUM 24 (15 ноября 2019). Дата обращения: 12 декабря 2019. Архивировано 21 декабря 2019 года.
7. ↑  Даниэл, Милан. Časopis argument (Чехия): Власова — да, Конева — нет. ИноСМИ.ru (28 ноября 2019). Дата обращения: 12 декабря 2019. Архивировано 12 декабря 2019 года.
8. ↑  В Праге одобрили установку памятника освобождавшим город бойцам Власова. Радио «Свобода» (11 декабря 2019). Дата обращения: 12 декабря 2019. Архивировано 12 декабря 2019 года.
9. ↑  Власти района Прага-Ржепорые решили установить памятник власовцам. ТАСС (11 декабря 2019). Дата обращения: 12 декабря 2019. Архивировано 15 декабря 2019 года.
10. ↑  O klubu (чеш.). FK Řeporyje. Дата обращения: 12 декабря 2019. Архивировано 12 декабря 2019 года.